# Companhia dos Caminhos de Ferro do Sueste
A South Eastern of Portugal Railway, mais conhecida como Companhia dos Caminhos de Ferro do Sueste, Companhia dos Ingleses, Companhia dos Caminhos de Ferro do Sul e Sueste ou Companhia do Sueste, foi uma empresa portuguesa, que construiu e explorou os troços entre Vendas Novas, Beja e Évora das Linhas do Alentejo e Évora, em Portugal.

## História

### Formação da Companhia
Em 3 de Janeiro de 1860, o governo autorizou a construção e a concessão de uma ligação ferroviária entre Vendas Novas, Beja e Évora, a uma sociedade composta pelos empresários ingleses Charles Mangles, John Chapman e George Townsend e representada por John Valentine, que formaram a Companhia dos Caminhos de Ferro do Sueste. As vias deveriam ter uma bitola de 1,67 m, e seria atribuído um subsídio de 16.000 réis por quilómetro. Este contrato foi oficializado por uma carta de lei em 29 de Maio do mesmo ano. Esta concessão teria a duração de 99 anos, podendo o governo resgatá-la ao fim de quinze anos, se tal fosse necessário; para apoiar este projecto, o governo isentou a Companhia de impostos alfandegários sobre os materiais de construção durante a duração das obras, e sobre o material circulante até dois anos após as obras. O contrato também estipulou que, caso estas ligações não se encontrassem concluídas no prazo de três anos, o estado tomaria posse da Companhia. Em 19 de Janeiro, a empresa pediu que o prazo de resgate foi alargado de quinze para trinta anos, o que foi aceite pelo parlamento e decretado numa lei de 29 de Maio.

### Extinção da Companhia Nacional dos Caminhos de Ferro ao Sul do Tejo
Em 23 de Janeiro de 1861, a Companhia Nacional dos Caminhos de Ferro ao Sul do Tejo, que estava incumbida do troço entre o Barreiro e Vendas Novas do Caminho de Ferro do Sul, completou as obras até Vendas Novas, na bitola de 1,44 m. No entanto, a Companhia do Sueste já tinha iniciado as obras a partir deste ponto, utilizando, conforme acordado com o estado no ano anterior, uma bitola de 1,67 m. Consciente dos problemas de transbordo resultantes desta diferença de bitola, o governo resolveu rescindir a concessão à Companhia Nacional dos Caminhos de Ferro ao Sul do Tejo em Setembro desse ano, passando a exploração das antigas ligações desta Companhia a pertencer ao estado. Em 23 de Julho de 1863, são publicados os estatutos da Companhia do Sueste.

### Ligação ferroviária a Évora e Beja

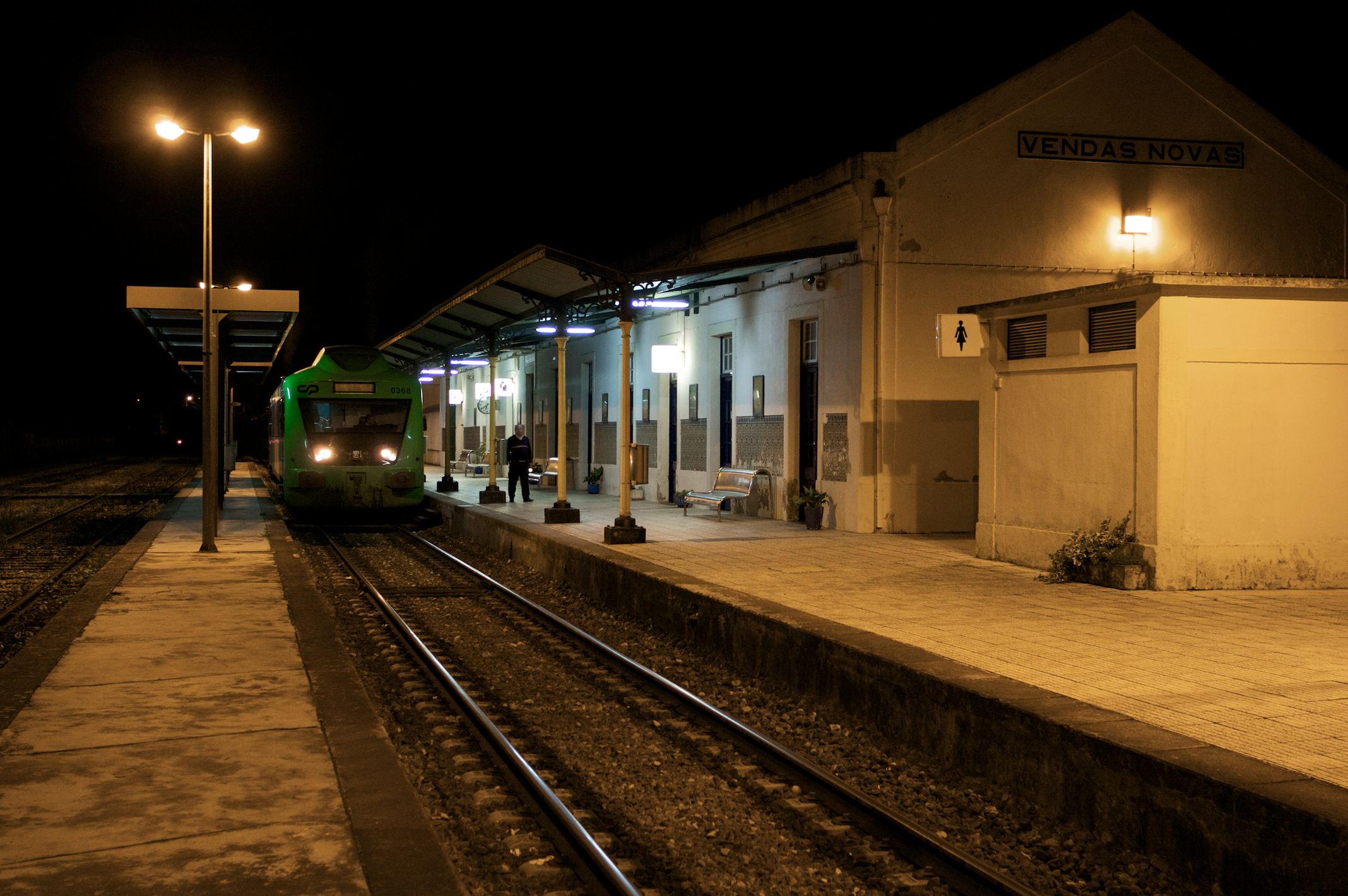
Estação Ferroviária de Vendas Novas.

Em 14 de Setembro de 1863 e 15 de Fevereiro de 1864, a Companhia do Sueste conclui, respectivamente, as linhas férreas até Évora e Beja; em 21 de Abril deste último ano, o governo concedeu-lhe provisoriamente a exploração das antigas linhas da Companhia ao Sul do Tejo, por um valor de 1.008.000$000, e ordenou que lhes fosse alterada a bitola para 1,67 metros. Autorizou igualmente a construção, com um subsídio de 18.000$000 por quilómetro, de uma ligação entre Évora até à Linha do Leste, e da continuação da linha férrea de Beja até ao litoral algarvio e até Espanha, na direcção de Sevilha. Este contrato foi aprovado pelas cortes em 30 de Abril do ano seguinte, regulado por uma lei publicada em 23 de Maio, e oficializado em 11 de Junho. Concretizada a união, a Companhia começou a alterar a bitola, e iniciaram-se as obras até Estremoz, à fronteira Espanhola e ao Algarve.

### Extinção
O estado nacionalizou a Companhia em 1869, tomando a seu cargo a gestão das linhas.